# Easy Living (album d'Ella Fitzgerald et Joe Pass)

Easy Living est un album studio de la chanteuse de jazz américaine Ella Fitzgerald sorti en 1986.
Il a été enregistré avec le guitariste Joe Pass.

## Liste des titres
1. My Ship (Ira Gershwin, Kurt Weill) – 4:26
2. Don't Be That Way (Benny Goodman, Mitchell Parish, Edgar Sampson) – 3:00
3. My Man (Jacques Charles, Channing Pollock, Albert Willemetz, Maurice Yvain) – 3:28
4. Don't Worry 'Bout Me (Rube Bloom, Ted Koehler) – 2:46
5. Days of Wine and Roses (Henry Mancini, Johnny Mercer) – 3:04
6. Easy Living (Ralph Rainger, Leo Robin) – 4:14
7. I Don't Stand a Ghost of a Chance with You (Bing Crosby, Ned Washington, Victor Young) – 6:02
8. Love for Sale (Cole Porter) – 4:38
9. Moonlight in Vermont (John Blackburn, Karl Suessdorf) – 4:20
10. On Green Dolphin Street (Bronislau Kaper, Ned Washington) – 3:25
11. Why Don't You Do Right? (Kansas Joe McCoy) – 2:56
12. By Myself (Howard Dietz, Arthur Schwartz) – 3:26
13. I Want a Little Girl (Murray Mencher, Billy Moll) – 2:46
14. I'm Making Believe (Mack Gordon, James V. Monaco) – 2:38
15. On a Slow Boat to China (Frank Loesser) – 5:05